# Алимкина
Алимкина — посёлок в Щёкинском районе Тульской области России.
В рамках административно-территориального устройства является центром Жердевской сельской администрации Щёкинского района, в рамках организации местного самоуправления включается в сельское поселение Крапивенское.

## География
Посёлок расположен в центральной части области на расстоянии примерно в 25 километрах по прямой к западу-юго-западу от районного центра Щёкина.
Часовой пояс
Посёлок Алимкина как и вся Тульская область, находится в часовой зоне МСК (московское время). Смещение применяемого времени относительно UTC составляет +3:00.

## Население
| 2002 | 2010 |
| ---- | ---- |
| 473  | ↘434 |

Национальный состав
Согласно результатам переписи 2002 года, в национальной структуре населения русские составляли 97 % из 73 чел..